# Göran Ulfsparre (död 1700)
Göran Ulfsparre af Broxvik, född omkring 1635, död 9 december 1700 på Skillinge i Kung Karls socken, var en svensk militär.
Göran Ulfsparre var son till ryttmästaren Johan Ulfsparre och Brita Christoffersdotter av Forstenasläkten. Han blev student vid Uppsala universitet 1650 och vid Leipzigs universitet 1655. Ulfsparre blev överstelöjtnant för en skvadron kavalleri i Västergötland 1677 och var överste och chef för Västgöta tremänningsinfanteriregemente 1700. Han var ägare till Hedåker i Hyringa socken, Västorp i Brismene socken, Ek i Eks socken, Ulfstorp i Sparlösa socken samt Skillinge i Kung Karls socken.